# 와타나베 가잔

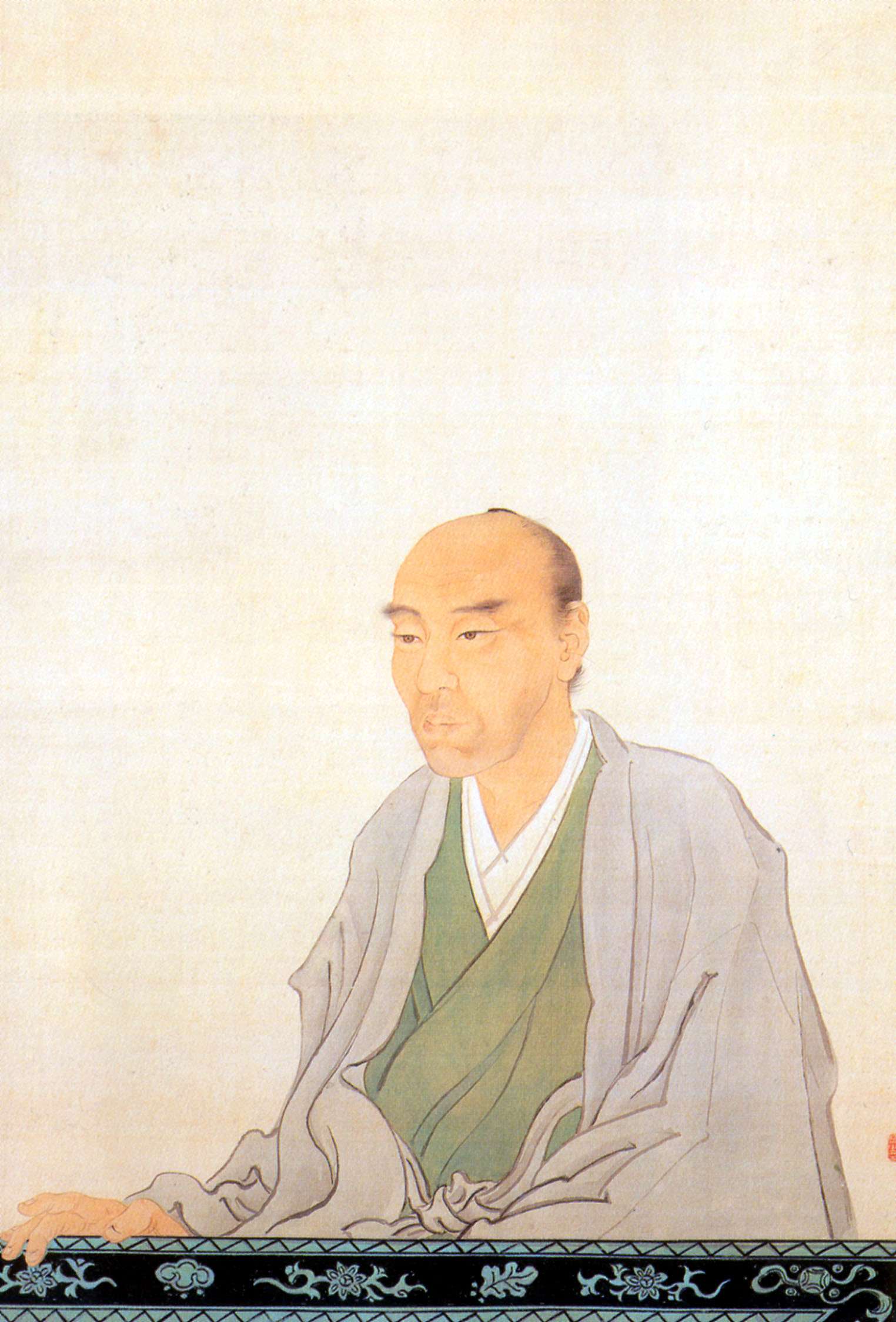
와타나베 카잔 상. 카잔의 제자 츠바키 친잔(椿椿山)이 1853년 그린 초상 (다하라시 박물관)

와타나베 카잔(渡辺崋山, わたなべ かざん, 1793년 10월 20일 ~ 1841년 11월 23일)은 에도 시대 후기의 무사, 화가이다. 다하라번의 번사였으며 훗날 가로가 되었다. 통칭은 노보리(登, 혹은 노보루) 휘는 사다야스(定静). 호는 카잔으로 華山라 썼다가 35세쯤부터 崋山라고 썼다 그 외에 젠라쿠도(全楽堂)이나 구가도(寓画堂) 등을 사용했다. 훗날 정4위에 증위되었다.

## 초년
다하라번사인 와타나베 사다미치(渡辺定通)와 어머니 사카에의 장남으로 에도 고지마치 근처에 있는 다하라번주의 저택에서 태어났다. 와타나베 집은 타하라번의 상급 사무라이여서 대대로 100 석의 녹을 받았으나 아버지 대에서 27석 정도로 삭감된 상태였고 이후 번의 재정난으로 12석이 채 안되는 상황까지 되었다. 게다가 아버지의 병치레로 인해 어린시절을 극도의 빈곤상태에서 보냈다. 식사 거르는 것 뿐 아니라 동생들도 어딘가 일하러 나가야 했다. 카잔이 장년기에 쓴 퇴역원서지고『退役願書之稿』에 상세히 적어둔 바 있다. 이런 비극적인 상황에서도 열심히 공부하는 카잔의 이야기는 메이지 이후 학생들의 수신교과서에까지 실릴 정도였다. 그러던 중 아직 소년이던 카잔은 자신있는 그림실력을 활용해 생계를 돕기도 했다. 이후 타니 분쵸(谷文晁)에게 입문하여 그림 재능을 인정받아 20대 중반 이미 화가로 이름을 알리기 시작한 뒤에 생활고에서 벗어날 수 있었다. 한편 학문에도 힘써 타하라번사인 타카미 세이코(鷹見星皐)에게 유학을 배우고 18 세엔 창평횡에 다니며 사토 잇사이(佐藤一斎)와 마츠자키 코도(松崎慊堂)에게 배웠다. 또 사토 노부히로에게 농학을 배웠다.
번의 사무라이로서 카잔은 8살때 번주 미야케 야스토모(三宅康友)의 적자인 가메키치(亀吉)의 시종으로 임명되었고 가메키치가 요절한 뒤에는 그 동생 모토키치(훗날의 번주 미야케 야스테루三宅康明)를 모시게 되었고 이후 번주의 눈에도 드는 등 어린시절부터 번주 집안과 가까이 지냈다. 이런 관계때문에 카잔은 번주 일가에 친근감을 느꼈을 뿐 아니라 충성심도 강했다. 16세엔 에도 소재 번저 관리자[江戸屋敷]로 정식 임명된 이후 여러 관직(納戸役・使番 등)을 맡으며 번주와 가까운 일을 했다. 1823년 다하라 번사인 와다(和田)집안의 타카와 결혼하였고 1825년엔 아버지의 병사로 32세에 가문을 이어 80석의 가록을 이어받았다. 1826년에 번의 교섭가[取次役]가 되었다.
1827년 번주 야스테루가 28세로 병사하자 번의 수뇌부는 빈궁한 재정 개선을 위해 비교적 유복한 히메지번에서 지참금을 가진 양자를 들이기로 했다. 카잔은 이에 크게 반발하여 마키시[真木定前]등과 함께 배다른 동생 미야케 토노노부(三宅友信)를 번주로 옹립하려고 했다. 카잔의 시도는 실패했고 새 번주는 미야케 야스나오(三宅康直)으로 결정되었다. 카잔은 자포자기의 심정으로 술에 빠져 시간을 보냈다. 한편 번 수뇌부와 히메지 번은 합의하여 토모노부의 아들을 야스나오의 딸과 결혼시켰으며 그는 훗날 번주가 되는 미야케 야스요시(三宅康保)이다. 또 번 수뇌부는 카잔쪽 반대파를 달래기위해 토모노부를 전 번주의 격식으로 추대했으며 스가모에 저택을 내어주어 지내게했다. 카잔은 토모노부의 고용인이 되어 가까이 지냈고 훗날 카잔이 다수의 난학서를 구입하려할 때 토모노부가 흔쾌히 비용을 지불했다. 토모노부는 카잔의 사후인 1881년에 카잔의 전기『崋山先生略伝補』를 남겼다.

## 가로가 되다
1832년 5월 카잔은 다하라번의 가로(토시요리의 말석)가 되었다. 20대 중반부터 그림으로 이름을 얻고있던 카잔은 최대한 번 정치에서 떨어져 그림을 그리고 싶어했으나 그 희망대로 되지는 않았다. 카잔은 번정 개혁을 하게 되어 우수한 번사를 등용하고 사기 향상을 위해 格高制를 도입했으며 가문보다는 직무를 기준으로 한 봉록제 개혁을 시도해 번 재정지출을 줄여나갔다. 농학자인 大蔵永常를 다하라번으로 초빙해 식산흥업을 시도했다. 그는 농법개량을 시행하였는데 특히 고래기름을 이용한 벼 해충 퇴치법을 도입하여 큰 성과를 냈다. 당시 여러 번들에서 시도하던 것과 같이 상품작물의 재배를 시도하여 사탕수수를 渥美반도에서 키워보려 했으나 잘 되진 않았다. 그 외에 검양옻나무나 コウゾ 등의 재배 등도 시도하였으며 번사의 부업으로 진흙구이 인형(土焼人形) 제조도 전했다.
1836년에 시작된 덴포 대기근의 전에 미리 식량비축창고를 만들거나 기근대응서인 흉황심득서『凶荒心得書』를 쓰는 등 번의 분위기를 다잡고 철저하게 절약을 시도했다. 백성들 구제를 위해 노력하면서 번내에 아사자가 나오지 않게 관리하여 막부가 유일하게 상을 내린 번이 되었다. 또 카잔은 해방책을 핑계삼아 번의 스케고(助郷) 면제 탄원을 호소했다. 이를 통해 타하라 번은 막부나 다른 번들로부터 해상 방비 노력을 높게 평가받았으나 사실 그것은 핑계였고 카잔 자신은 개국론자였으며 쇄국정책에 연계된 해방론에는 반대했다.
또 기슈번의 유학자 遠藤勝助가 설립한 상치회(尚歯会)에 참가하여 타카노 초에이 등과 기근 대책을 논의했다. 그 성과로 초에이는 감자(馬鈴薯)와 메밀(早ソバ)을 구황작물로 제안한 구황이물고『救荒二物考』를 썼고 그림을 잘 그리던 카잔이 삽화를 그려넣었다. 이후 1837년 모리슨 호 사건에 대한 대응을 해나가며 학문회가 활성화되었고 난학자인 초에이나 小関三英、幡崎鼎 등이, 막부의 신하인 川路聖謨、羽倉簡堂、江川英龍 등도 참가하여 해방론 등을 깊게 토론하게 되었다. 특히 에가와는 카잔에게 많은 조언을 얻어 막부의 해방책에 영향을 미쳤다. 이런 카잔을 두고 모임에 참여하기도 했던 藤田東湖는 난학의 큰 시주「蘭学にて大施主」라고 불렀다. 카잔은 스스로를 난학자로 생각하지 않는데도 당시 난학자들의 지도자와 같은 존재로 간주되었다.
幡崎・川路・羽倉・江川는 상치회에 참가하지 않고 카잔과 川路・江川간에 친분이 있던 것 뿐이라는 지적도 있다. 카잔이나 초에이, 三英는 속으로 쇄국철폐를 원하고 있었지만 카잔은 막부의 쇄국정책에 반대하면 위험하다는 생각에 해방론자로 가장했다. 江川는 카잔을 해방론자라 생각하여 접근했으나 카잔은 외려 江川에게 해방론의 잘못을 일깨우려고 했다. 개국을 바라는 카잔과 완고한 해방론자였던 江川는 동상이몽 관계였다.

## 만사의 옥

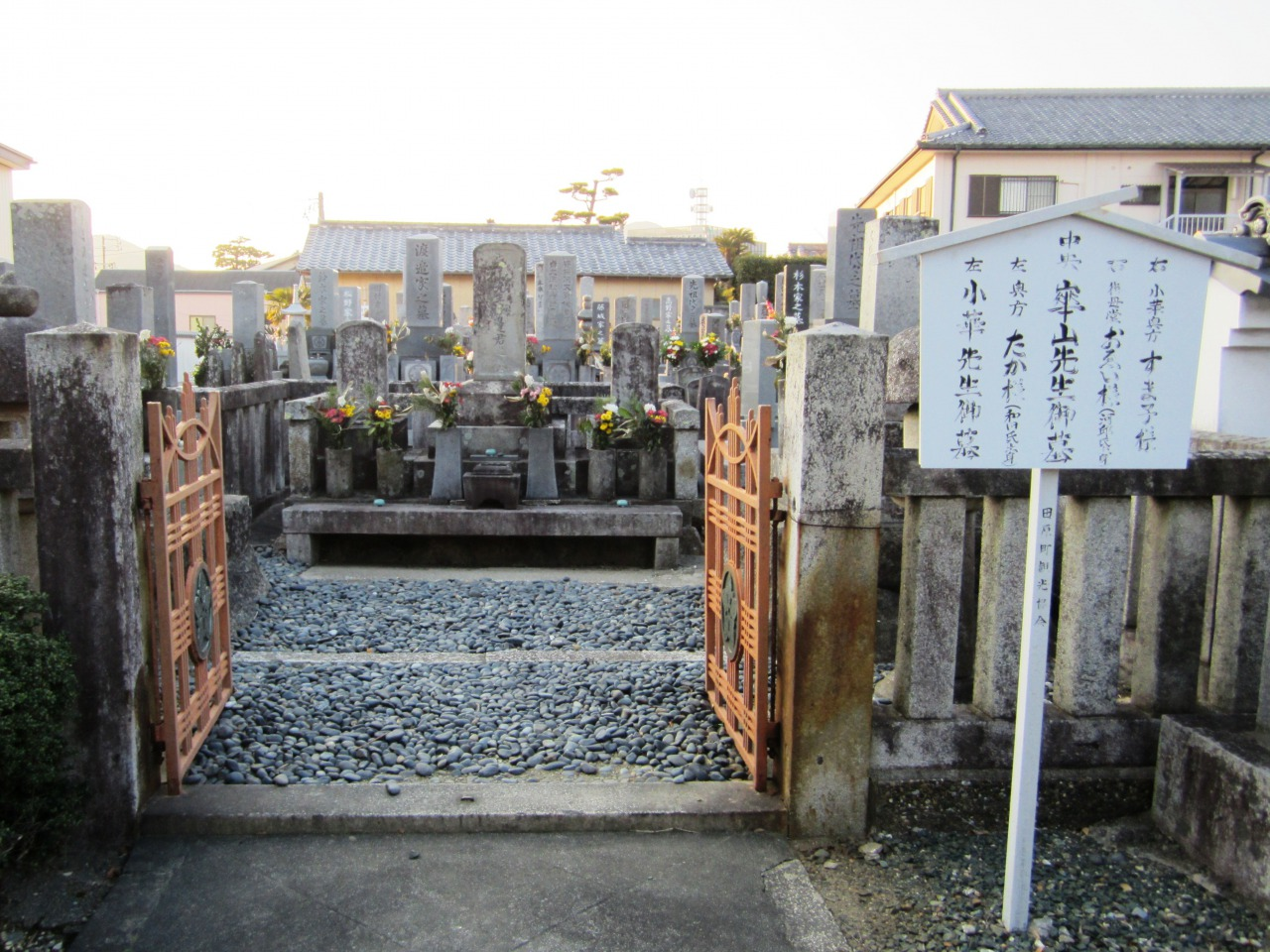
아이치현 타하라시 城宝寺에 있는 묘소

1838년 모리슨 호 사건을 알게 된 카잔과 초에이는 막부의 이국선 타격령에 위기감을 느껴 카잔은 이를 반대하는 신기론『慎機論』을 썼다. 하지만 이 책은 해방론을 비판함과 동시에 해상방위가 엉성함을 걱정하는 등 논지에 일관성이 없어 모리슨 호에 대해 어떻게 하자는 결론을 제대로 내리지 못한 채 막부 관료들에 대한 격렬한 비판으로 책을 마무리짓는 등 여러모로 이해가 쉽지 않은 책이었다. 개국을 바랐지만 겉으로는 해방론자였던 카잔은 막부의 대외정책을 제대로 비판할 수가 없었다. 또 타하라번의 토시요리라는 입장이었으므로 초에이가 익명으로 무술꿈이야기『戊戌夢物語』를 쓴 것처럼 발표할 수도 없었다. 카잔은 이 책을 초고상태에서 방치했는데 이 원고가 이후 만사의 옥때 가택수색중에 봉행소에 발각되어 단죄의 근거가 되고말았다.
한때 만사의 옥은 막부의 보수파 메츠케인 鳥居耀蔵가 난학자들을 싫어하여 일으킨 사건으로 알려졌으나 이것은 메이지 시기 藤田茂吉가 자유 민권 운동을 연상하면서 주장한 것이 알려진 것이다. 하지만 鳥居와 江川英龍 간의 불화가 원인이었고 1839년 5월 鳥居는 江川와 동료들에게 죄를 씌우려고 했다. 江川는 로쥬 미즈노 다다쿠니가 감싸서 별일 없었으나 카잔은 가택수색 과정에서 신기론이 발견되었고 가신의 입장에서 국정에 대해 무엄하게 떠든 죄를 물어 타하라번에서 칩거를 명령받았다.
이상의 통설에 대해여 에도만 순시 때 鳥居와 江川의 대립은 확실히 있었지만 사실 그 둘은 원래 절친한 사이이며 또 이후 鳥居가 실각하는 1844년까지 둘사이의 교류가 계속되었다는 지적도 있다. 鳥居는 에도만 순시나 만사의 옥 1년도 전부터 花井虎一를 활용해 카잔의 동향을 살피고 있었다는 것을 생각해보면, 만사의 옥은 무술 꿈 이야기의 저자를 수색하는 과정에서 난학의 대 시주라는 평가를 받던 카잔을 단죄하고 쇄국 완화 주장에 대해 일벌백계를 하기 위해 기획된 사건이라고 보는 의견이 있다.
1841년 타하라에서 근신중이던 카잔 일가의 생활고를 걱정하던 福田半香이 카잔의 회화회를 열어 그 수익금으로 생활비를 대었다. 하지만 그것마저 막부에서 문제시되었다는 소문이 있어 번에 피해가 된다는 생각을 했던 카잔은 불충불효라는 글씨를 남기고 할복했다.
저서로는 서양사정서 초고『初稿西洋事情書』, 서양사정서 재고『再稿西洋事情書』, 외국사정서『外国事情書』, 『鴃舌或問』『鴃舌小記』등이 있다.
반 카잔파의 압력도 있고 또 막부의 의사도 있어 아들 渡辺小崋가 와타나베가를 이은 다음에도 카잔의 묘를 세울 수 없었다. 카잔의 묘는 메이지 유신 직전인 1868년 4월 7일에 허락되었다. 이후 와타나베가는 대가 끊겼다. 1891년 카잔은 정4위에 추증되었다. .

## 카잔의 예술

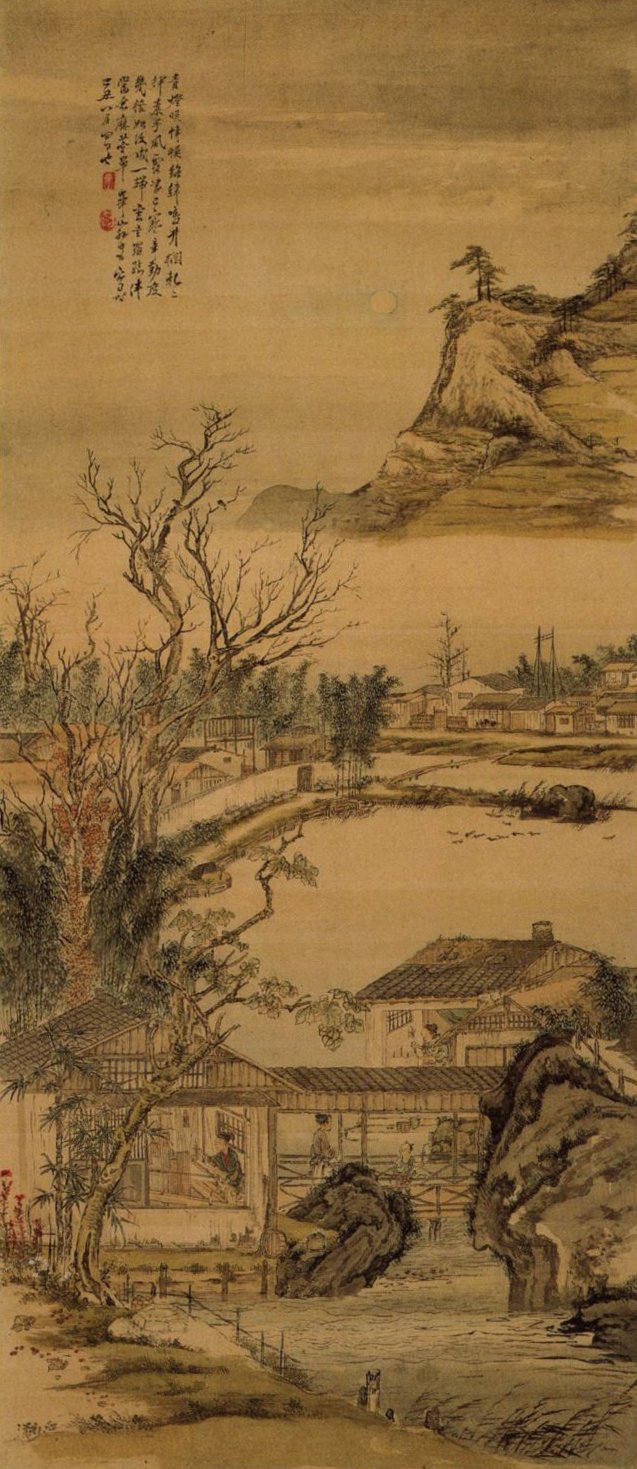
月下鳴機図, 1841년

鷹見泉石 초상, 1837년

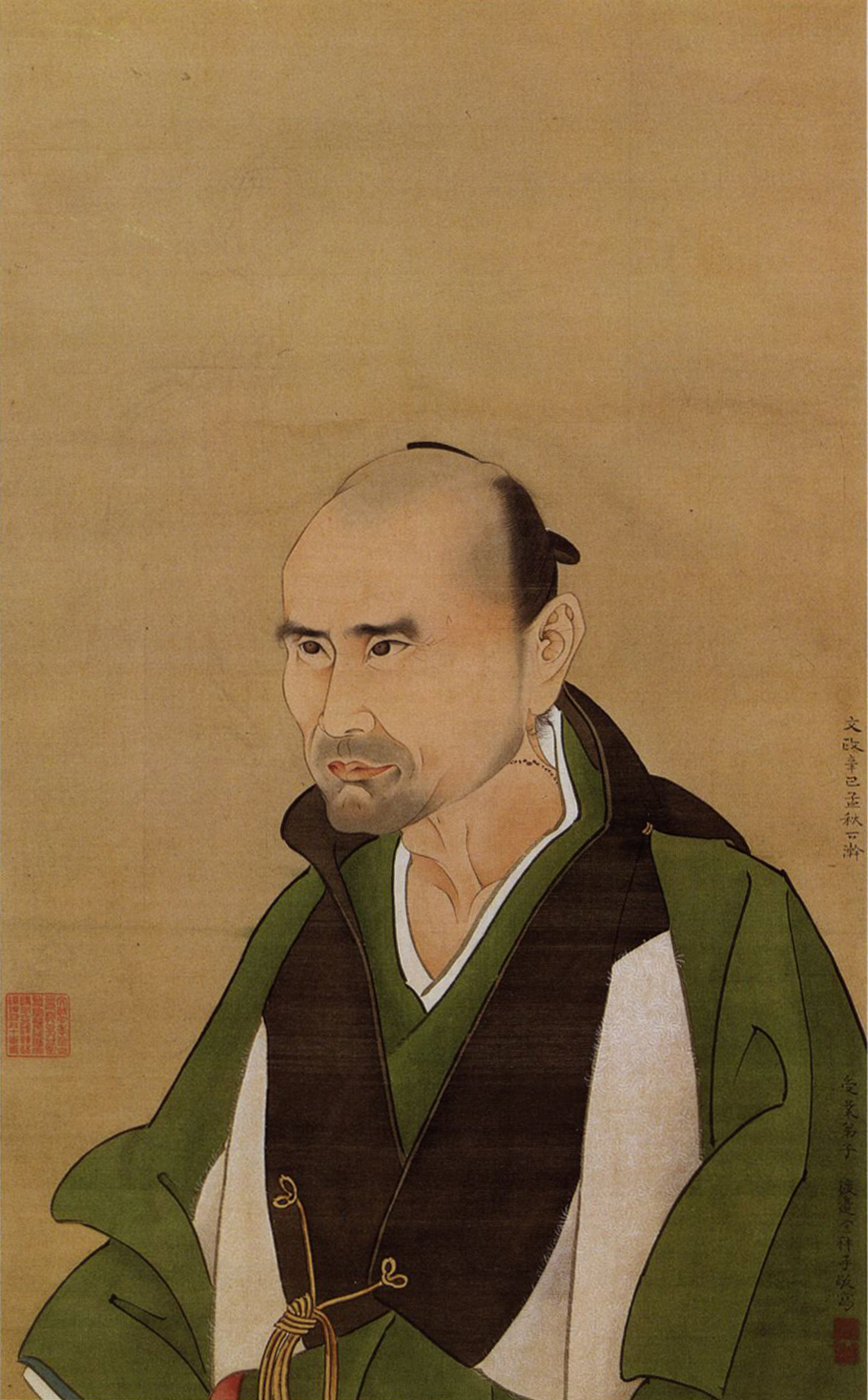
佐藤一斎 초상, 1821년

카잔은 어릴때부터 생계를 위해 그림을 그려왔다. 처음에는 삼촌인 平山文鏡에게 배웠고 이후 白川芝山에게 배웠지만 명확하지 않은 이유로 파문되었다. 이후 아버지의 연줄로 金子金陵의 제자가 되었다. 金子金陵에게 배운 이후 카잔의 그림실력은 올라갔다. 처음엔 등롱 그림을 그리는 일을 도왔고 이때 그림을 빨리 그리는 법을 익혔다. 이때 얻은 능력으로 훗날 여행중 빠르게 그림들을 그려 남길 수 있었다.
또 金子金陵의 스승인 타니 분쵸(谷文晁)에게도 배웠다. 타니 분쵸(谷文晁)은 카잔의 재능을 발굴했고 문인화가라는 측면에서 카잔의 모범이었다. 카잔은 그를 따라 남화(南画)와 다른 여러 화풍을 흡수할 수 있었다. 문인화 중에서는 청나라의 운격으로부터 강한 영향을 받았다. 또 초상화에서 음영을 정교하게 사용하여 사실감을 훌륭하게 표현해냈다. 서양화의 영향을 받은 것은 분명하지만 그것만으로 설명되지 않는 전례없이 독자적인 화풍을 만들어냈다. 대표작으로 「鷹見泉石像」・「佐藤一斎像」・「市河米庵像」등이 있다.

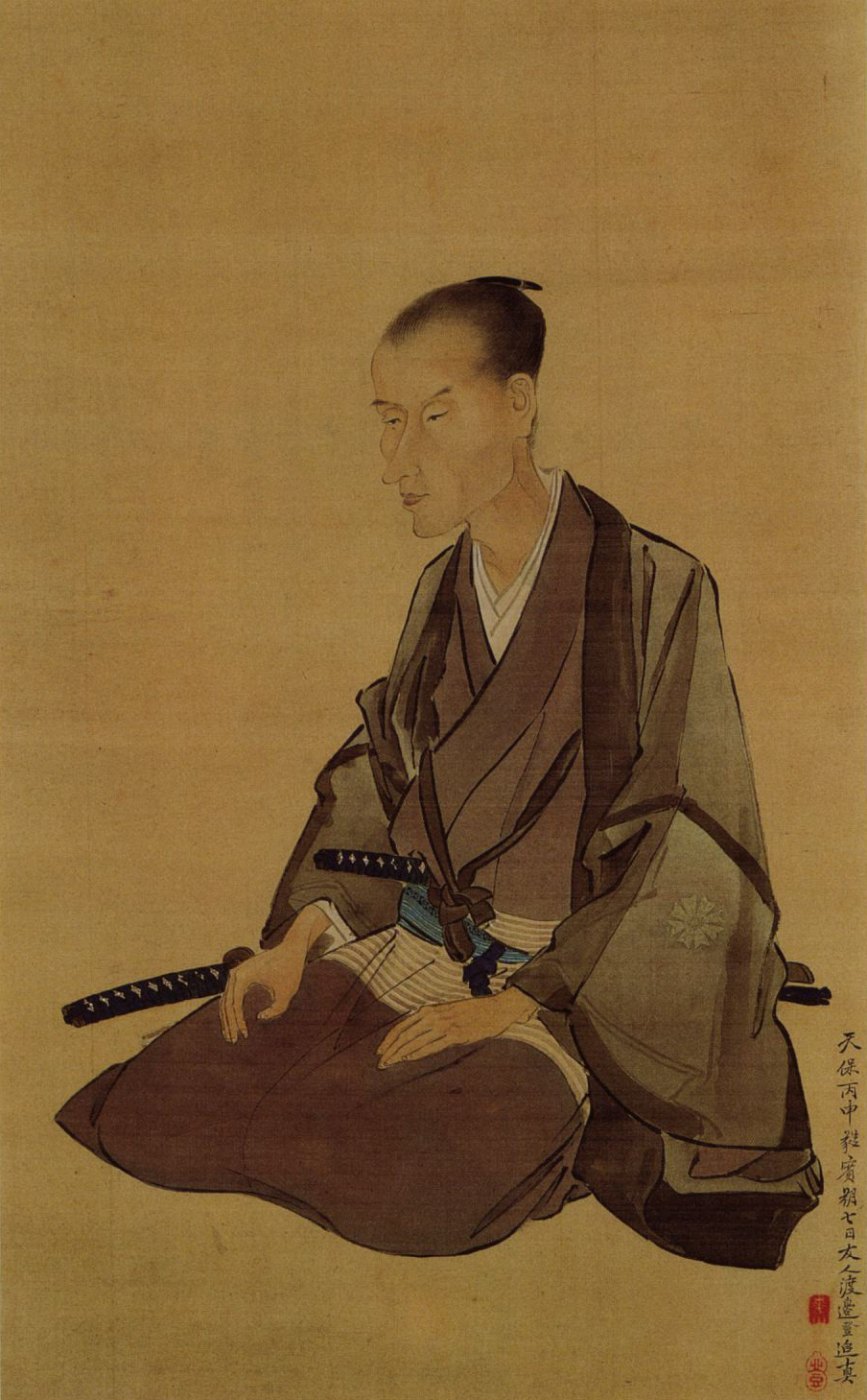
滝沢琴嶺 초상, 1835년

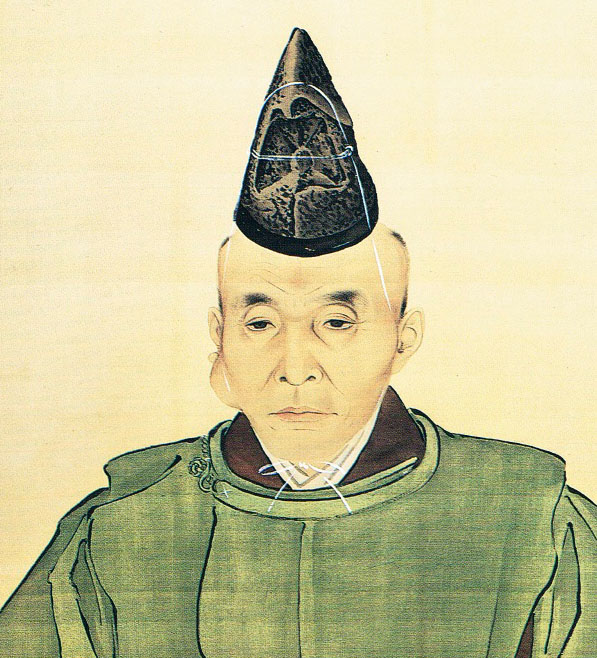
市河米庵 초상, 1837년

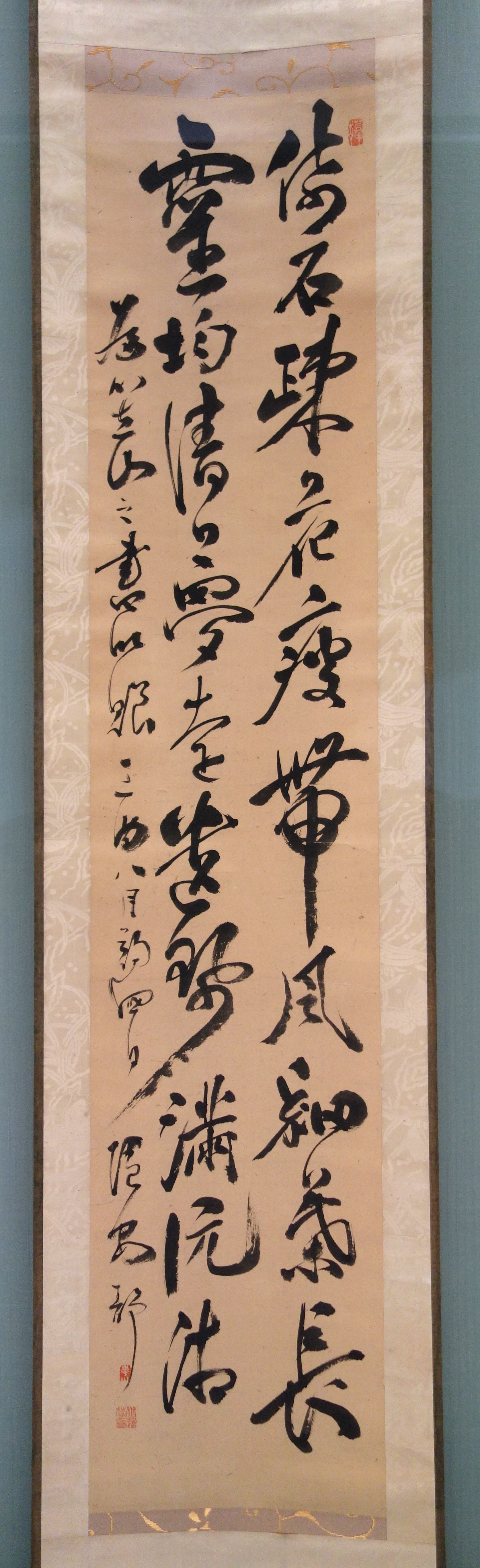
倚石疎花痩 帯風細葉長 霊均情夢遠 遺珮満沅湘

카잔이 얼마나 사실성에 집착했는지 알려주는 일화가 있다. 1835년 친구인 화가 滝沢琴嶺가 죽자 카잔은 장례식장에서 친구의 아버지 교쿠테이 바킨에게 초상화를 의뢰받았다. 당시 초상화는 사후에 그려지는 경우가 많아 실제 얼굴을 보지못한 채 기억에 의존하여 그려지는 경우가 많았다. 하지만 카잔은 그런 관행을 거부하고 관을 열어 친구의 얼굴을 들여다보고 얼굴을 만져가며 그렸다 한다. 이는 당시의 가치관이나 관습에서 크게 벗어난 행동이었다.
원래 카잔은 가난을 이겨내려는 목적으로 그림을 그렸으나 재능이 만개하였고 또 넓은 시야와 인맥을 가졌기 때문에 그 발상의 크기가 그림에 반영되었다. 대표작으로 당시의 풍속을 담은 일소백태도「一掃百態図」등이 있다.
또 문인으로는 수필기행문인 전락당일록『全楽堂日録』, 닛코기행『日光紀行』 등이 남아있다. 문장과 함께 들어있는 삽화 등이 여행의 풍경을 잘 묘사하고 있으며 당시의 문화나 풍속을 잘 알려주는 자료이다.
제자로는 츠바키 친잔(椿椿山)・福田半香 등이 있고 막내동생 如山에게 그림공부를 시켜 화가로 만들려했지만 그는 22세로 요절했다.